# 欧巴宾海蝎科
欧巴宾海蝎科（学名：Opabiniidae）是一個已滅絕的節肢動物類群。为恐虾纲的一个科。目的地位未定。 它還包含犹他黎女虫属和刺吻虫属。欧巴宾海蝎科動物與放射齒目動物非常相似，但它們的額附肢基本上會融合成長鼻(proboscis)。 欧巴宾海蝎科也可以透過覆蓋至少部分身體皮瓣和鋸齒狀尾支的設定葉片與放射齒目區分。

## 下级分类
本科包括以下属：
- 歐巴賓海蠍屬 Opabinia Walcott, 1912
- 犹他黎女虫属 Utaurora Pates et al., 2022